# 만송초등학교
만송초등학교는 대한민국 경기도 양주시 만송동에 있는 공립 초등학교이다.

## 학교 연혁
- 2011. 02. 28 만송초등학교 설립 인가
- 2011. 03. 01 만송초등학교 개교(20학급, 549명)
- 2011. 03. 01 제1대 채수억 교장 취임
- 2011. 03. 17 6학년 증설, 21학급 편성
- 2011. 09. 01 경기도교육청 혁신학교(자율학교) 지정
- 2014. 02. 14 제3회 졸업식 (106명, 총 268명 졸업)
- 2014. 03. 01 35학급(특수 1학급) 편성
- 2014. 09. 01 제2대 조연원 교장 취임
- 2021. 09. 08 학생이 예전보다 2배가량 줄음